# استیسی پورتر
استیسی پورتر (انگلیسی: Stacey Porter؛ زادهٔ ۲۹ مارس ۱۹۸۲) ورزشکار بیسبال اهل استرالیا است.
وی در مسابقات کشوری و بین‌المللی در مجموع برندهٔ ۲ مدال نقره، ۱ مدال برنز شده‌است.